# Gabby Duran, baby-sitter d'extraterrestres
 (novembre 2019).
Si vous disposez d'ouvrages ou d'articles de référence ou si vous connaissez des sites web de qualité traitant du thème abordé ici, merci de compléter l'article en donnant les références utiles à sa vérifiabilité et en les liant à la section « Notes et références ».
Gabby Duran, baby-sitter d'extraterrestres (Gabby Duran and the Unsittables) est une série télévisée américaine créée par Mike Alber et Gabe Snyder et diffusée entre le 11 octobre 2019 et le 26 novembre 2021 sur Disney Channel.
En France, elle est diffusée depuis le 26 janvier 2020 sur Disney Channel France.

## Synopsis
Ayant toujours vécu dans l'ombre de sa mère et de sa petite sœur surdouée et venant tout juste d'emménager à Havensburg dans le Colorado, Gabby Duran, une jeune adolescente de 13 ans, trouve enfin le moment de briller quand elle obtient un travail de la part de M. Swift, le principal de son collège qui est en réalité un extraterrestre sous couverture : s'occuper d'enfants aliens turbulents cachés sur Terre déguisés en humains. Gabby accepte donc de relever le défi de protéger ces enfants, notamment de son meilleur ami Wesley car ce dernier est obsédé par les aliens.

## Distribution

### Acteurs principaux
- Kylie Cantrall (VFB : Sarah Brahy) : Gabby Duran
- Maxwell Donovan (VFB : Maxime Van Santfoort) : Wesley
- Callan Farris (VFB : Raphaëlle Bruneau) : Jérémy (Franis)
- Coco Christo (VFB : Clara Mullenaerts) : Olivia Duran
- Valery Ortiz (VFB : Célia Torrens) : Dina Duran
- Nathan Lovejoy (en) (VFB : Olivier Francart) : Principal Swift / Granis

### Acteurs récurrents
- Kheon Clarke : Julius
- Brent Clark (VFB : Pascal Gruselle) : Père de Sky
- Elle McKinnon (VFB : Chloé Dermont) : Sky
- Mia Bella : Kali
- Bracken Hanke (VFB : Élisabeth Guinand) : Susie Glover
- Laara Sadiq (VFB : Géraldine Frippiat) : Orb
- Alex Rose (VFB : Alain Éloy) : Glor-Bron
- Jeremy Davis (VFB : Marius De Coster) : Howard
- James Yi (VFB : Simon Duprez) : Mr. Pinchman
- Naomi Tan (VFB : Marie Du Bled) : Astra
- Zibby Allen (VFB : Audrey Devos) : Kipper
- Vincent Muller (VFB : Pierre Lebec) : Leo
- Jessie Fraser (VFB : Géraldine Frippiat) : Mère de Leo
- Eduard Witzke (VFB : Frédéric Clou) : Agent de sécurité
- Heather Doerksen (VFB : Colette Sodoyez) : Cheffe des "Dupées"
- Melice Bell (VFB : Audrey Devos) : Membre des "Dupées" #1
- Sherilyn Allen(VFB : Alicia Duquesne) : Membre des "Dupées" #2

### Acteurs invités
- Dan Payne : Bruce Duran

Version française :
Studio : Dubbing Brothers ; Directeur artistique : Géraldine Frippiat ; adaptation : Carole Tichker et Pierre-Henri Guénot.[réf. nécessaire]

## Production
Le 3 août 2018, Gabby Duran, baby-sitter d'extraterrestres donne son feu vert sur la chaîne Disney Channel. La production a débuté le 4 août 2018 et s'est achevée le 6 avril 2019. Le 2 août 2019, il a été révélé que la série serait diffusée en octobre 2019. Le 29 août 2019, Disney Channel a ensuite annoncé une date exacte de la première de la série le 11 octobre 2019,. La série est diffusée du 11 octobre 2019 au 20 mars 2020.
Le 7 octobre 2019, l'émission a été renouvelée pour une deuxième saison avant la première de la série. La production a commencé le 28 janvier 2020[réf. nécessaire].
Le 29 avril 2021, le casting de la série révèle à travers une visio-conférence que la date de sortie de la saison 2 est le 4 juin 2021.
Le 29 novembre 2021, Nathan Lovejoy a confirmé sur son compte Instagram qu'il n'y aurait pas de saison 3.

## Épisodes
| Saison | Saison | Épisodes | États-Unis      | États-Unis       |
| Saison | Saison | Épisodes | Début           | Fin              |
| ------ | ------ | -------- | --------------- | ---------------- |
|        | 1      | 20       | 11 octobre 2019 | 20 mars 2020     |
|        | 2      | 21       | 4 juin 2021,    | 26 novembre 2021 |

### Saison 1 (2019-2020)
| No   | #    | Titre français                                                          | Titre original                               | Diffusion originale | Code prod. |
| ---- | ---- | ----------------------------------------------------------------------- | -------------------------------------------- | ------------------- | ---------- |
| 1    | 1    | Votre enfant Gor-Monite s'apprête à exploser                            | So Your Gor-Monite Child Is Going to Explode | 11 octobre 2019     | 101        |
| 2    | 2    | Wesley et Stuart Fischman                                               | Wesley and the Fischman                      | 18 octobre 2019     | 102        |
| 3    | 3    | La Pleurnicheuse                                                        | Crybaby Duran                                | 25 octobre 2019     | 103        |
| 4    | 4    | Le Coup de cœur                                                         | Crushin' It                                  | 1er novembre 2019   | 106        |
| 5    | 5    | La Concurrente de Gabby                                                 | Olivia Gone Wild                             | 15 novembre 2019    | 104        |
| 6    | 6    | La Journée de Dina                                                      | Día de la Dina                               | 22 novembre 2019    | 107        |
| 7    | 7    | La Force noire                                                          | The Darkness                                 | 29 novembre 2019    | 108        |
| 8    | 8    | Le Noël de Gabby                                                        | It's Christmas, Gabby Duran!                 | 6 décembre 2019     | 112        |
| 9    | 9    | Le Roi de la fête et Timbuk                                             | The Party King and Tinbuk, Too               | 13 décembre 2019    | 105        |
| 10   | 10   | La Première Soirée pyjama de Sky                                        | Sky’s First Youth Sleeping Overnight Event   | 10 janvier 2020     | 109        |
| 11   | 11   | Journal secret                                                          | Wesley Jr.                                   | 17 janvier 2020     | 110        |
| 12   | 12   | La Lettre                                                               | The Note                                     | 24 janvier 2020     | 111        |
| 13   | 13   | Gabby Duran : un génie                                                  | Gabby Duran: Genius                          | 31 janvier 2020     | 113        |
| 14   | 14   | Qui est Joey Panther ?                                                  | Who Is Joey Panther?                         | 7 février 2020      | 114        |
| 15   | 15   | Informations mensongères                                                | Fake News                                    | 21 février 2020     | 115        |
| 16   | 16   | Vortex et train de nuit                                                 | Vortex & Night Train                         | 28 février 2020     | 116        |
| 17   | 17   | Le Costume de Swift                                                     | Tailoring Swift                              | 6 mars 2020         | 117        |
| 18   | 18   | Chaud, dense et juteux                                                  | Warm, Thick, and Saucy                       | 13 mars 2020        | 118        |
| 1920 | 1920 | Bienvenue sur Gor-Monie : 1re partieBienvenue sur Gor-Monie : 2e partie | Unmasked: Part 1Unmasked: Part 2             | 20 mars 2020        | 119120     |

### Saison 2 (2021)
Les 10 premiers épisodes de la saison 2 sont aussi diffusés sur Disney+ USA à partir du 11 août 2021.
| No   | #    | Titre français                                                  | Titre original                                                         | Diffusion originale | Code prod. |
| ---- | ---- | --------------------------------------------------------------- | ---------------------------------------------------------------------- | ------------------- | ---------- |
| 21   | 1    | Mission : effacer la mémoire de maman                           | Mom Wipe                                                               | 4 juin 2021         | 201        |
| 22   | 2    | Gabby appuie sur pause                                          | Gabby's Big Break                                                      | 11 juin 2021        | 202        |
| 23   | 3    | L'Équilibre                                                     | The Vibe                                                               | 18 juin 2021        | 203        |
| 24   | 4    | Ratita vs Baskets                                               | Ratita and the Ultras                                                  | 25 juin 2021        | 204        |
| 25   | 5    | Duo-Duel                                                        | Mimi from Miami                                                        | 2 juillet 2021      | 205        |
| 26   | 6    | Gabby-bot                                                       | The Mile                                                               | 9 juillet 2021      | 207        |
| 27   | 7    | Gabby, j'ai rétréci la maison                                   | Dude, Where's My House?                                                | 16 juillet 2021     | 208        |
| 28   | 8    | Ma meilleure ennemie                                            | A Song of Gabby & Susie                                                | 30 juillet 2021     | 209        |
| 29   | 9    | Mission sauver le monde                                         | The Bubble                                                             | 6 août 2021         | 210        |
| 30   | 10   | Meilleur élève du mois                                          | GOAT of the Month                                                      | 6 août 2021         | 211        |
| 31   | 11   | Dina et Doug                                                    | Dinas and Dougs                                                        | 17 septembre 2021   | 217        |
| 32   | 12   | Bienvenue au club                                               | Welcome to the Club                                                    | 17 septembre 2021   | 212        |
| 33   | 13   | Qui sera le roi d'Halloween ?                                   | Beware the Fright Master!                                              | 8 octobre 2021      | 206        |
| 34   | 14   | Zeke dans le futur                                              | Zeke to the Future                                                     | 15 octobre 2021     | 213        |
| 35   | 15   | Babysitting d'une maison d'extraterrestre                       | Adventures in Alien House-Sitting                                      | 22 octobre 2021     | 214        |
| 36   | 16   | Seconde jeunesse                                                | Fountain of Ruth                                                       | 29 octobre 2021     | 215        |
| 37   | 17   | Le Duo infernal                                                 | Extreme Ruckus                                                         | 5 novembre 2021     | 216        |
| 38   | 18   | Le Mystère des chaussures                                       | Shoe-Dun-It                                                            | 12 novembre 2021    | 218        |
| 39   | 19   | Un duo magique                                                  | Magic Hours                                                            | 19 novembre 2021    | 219        |
| 4041 | 2021 | La Nuit des étoiles : 1re partieLa Nuit des étoiles : 2e partie | The Fault in Our Star Night: Part 1The Fault in Our Star Night: Part 2 | 26 novembre 2021    | 220221     |

## Audiences
| Saison | Épisodes | Lancement         | Lancement       | Fin de saison     | Fin de saison   |
| Saison | Épisodes | Date de diffusion | Téléspectateurs | Date de diffusion | Téléspectateurs |
| ------ | -------- | ----------------- | --------------- | ----------------- | --------------- |
| 1      | 20       | 11 octobre 2019   | 567 000         | 20 mars 2020      | 498 000         |
| 2      | 21       | 4 juin 2021       | 324 000         | 26 novembre 2021  | 270 000         |